# GMA
GMA Network, Inc. (poznatiji kao GMA) je filipinska medijska tvrtka sa sjedištem u Quezon Cityju. Osnovao ju je 1950. godine Robert La Rue Stewart. Tvrtka upravlja s nekoliko radijskih i televizijskih postaja na Filipinima, uključujući GMA-7, GTV-27, Super Radyo DZBB 594 i Barangay LS 97.1.

## Vanjske poveznice
- Službene stranice